# Port lotniczy Charles Kirkconnell
Port lotniczy Charles Kirkconnell – port lotniczy zlokalizowany na wyspie Cayman Brac (Kajmany). Drugi co do wielkości aeroport tego terytorium.

## Linie lotnicze i połączenia
| Linia lotnicza         | Kierunek                                       |
| ---------------------- | ---------------------------------------------- |
| Cayman Airways         | 1. / Grand Cayman 2. Miami                     |
| Cayman Airways Express | 1. / Grand Cayman 2. / Little Cayman           |
| Island Air             | Czartery: 1. / Grand Cayman 2. / Little Cayman |